# Vladimir Minorski
Vladimir Fiodorovitch Minorski (en russe : Владимир Фёдорович Минорский, né le 5 février 1877 à Kortcheva, dans le gouvernement de Tver, et mort le 25 mars 1966 à Cambridge, est un orientaliste russe surtout connu pour ses contributions à l'étude de l'histoire kurde et persane, la géographie, la littérature et la culture de la Perse et de la Transcaucasie.

## Biographie
Il naît dans une famille juive de Kortcheva. Son oncle est le rabbin Schlomo Minor (1826-1900), rabbin de la communauté juive de Moscou de 1869 à 1892. Il termine le lycée no 4 de Moscou avec une médaille d'or en 1896. Ensuite il poursuit ses études à la faculté de droit de l'université de Moscou, puis à l'institut Lazarev des langues orientales (1903). Il a pour professeur Agafanguel Krimski. C'est à cette époque qu'il se fait baptiser dans la religion orthodoxe.
Vladimir Minorski entre au département asiatique du ministère des Affaires étrangères de l'Empire russe. Il est diplomate en Perse et en Turquie, drogman du consul général de Tabriz (1904), deuxième drogman de la mission diplomatique (à partir de 1906), puis diplomate auprès du gouverneur-général du Turkestan russe. Il est nommé deuxième secrétaire en 1912 à l'ambassade de Constantinople; en 1915, premier secrétaire à la mission diplomatique de Perse, et enfin chargé d'affaires en février 1917.
En 1911 il publie une monographie sur le yârsânisme qui reçoit une médaille d'or de la section d'ethnographie de la Société des amateurs de sciences naturelles, d'anthropologie et d'ethnographie. Après la révolution d'Octobre, il émigre d'abord en Perse, puis à partir de 1919 en France. Il donne alors des cours de langue et de littérature persanes à l'École nationale des langues orientales de Paris. Il s'installe en 1932 en Angleterre où il enseigne à l'École des études orientales et africaines de l'université de Londres. Il a notamment pour étudiant Richard Ettinghausen. Il est nommé professeur en 1937 et prend sa retraite en 1944.
Vladimir Minorski est invité en 1960 par l'Académie des sciences d'URSS à participer au XXIIIe Congrès international des orientalistes qui se passe à Moscou.
Il apporte une grande contribution aux recherches historiques byzantines, turques, arméniennes, caucasiennes, azerbaïdjanaises et mongoles. Il est nommé académicien en Grande-Bretagne, en Allemagne et en France. Il devient membre de la Société asiatique de France et de celle d'Allemagne, docteur honoris causa de l'université de Cambridge et de l'université de Bruxelles.
Il est mort en Angleterre, mais selon ses dernières volontés ses cendres ont été transférées au cimetière de Novodiévitchi de Moscou.

## Quelques publications
- Материалы для изучения персидской секты „Люди истины“, или Али-илахи, ч. 1, Moscou, 1911 (Matériaux pour l'étude de la secte persane « Les Gens de la Vérité », ou Ahl-e Haqq)
- Notes sur la secte des Ahl-I Haqq, in Revue du monde musulman, volumes XL, 1920, pp. 20–97; XLIV-XLV, 1921, pp. 205–302.
- Notes sur la secte des Ahle-Haqq, Paris, 1922, 182 pp., 1920.
- Esquisse d'une histoire de Nader-Chah, 1934
- Studies in Caucasian history, Cambridge University Press, 1957.
- История Ширвана и Дербенда. Cambridge, 1958; Moscou, 1963 (Histoire de Chirvan et de Derbend)